# Alexis Michiels
Alexis Michiels (Brussel·les, 19 de desembre de 1893 - Ukkel, 2 de novembre de 1976) va ser un ciclista belga que ser professional entre 1918 i 1919. En el seu palmarès destaca la París-Brussel·les de 1919. Com a ciclista amateur va prendre part en els Jocs Olímpics d'Estiu de 1912, on disputà, sense sort, dues proves del programa de ciclisme.

## Palmarès
- 1918
  - 1r a la Trouville-París
  - 3r a la Milà-Mòdena
  - 3r a la París-Tours
- 1919
  - 1r a la París-Brussel·les
  - Vencedor d'una etapa al Circuit de Midi
  - 2n a la Dijon-Lió
  - 3r al Critèrium de Midi

### Resultats al Tour de França
- 1919. Abandona (2a etapa)